# Competencia de fitness y de figura
Competencia de fitness y de figura son tipos de eventos de exhibición física para mujeres y hombres. Aunque se parecen mucho, su énfasis está en la «definición» de los músculos, no en el tamaño. Aparecieron cuando la popularidad del culturismo comenzó a disminuir notablemente, tanto en términos de fanáticos como en número de participantes. En los últimos años organizaciones como NPC han eliminado por completo la división de musculación femenina. Solo se mantienen las divisiones de Físico, Figura, Fitness y Bikini.

## Descripción
Fitness (o forma física) y figura son dos formas distintas de competencia, no solo una. En una competencia de fitness (la más antigua de las dos disciplinas), las competidoras muestran su físico (que es notablemente menos masivo que el de las culturistas) mientras realizan una exigente rutina aeróbica/de baile por un tiempo determinado. En una competencia de figura, los atributos más importantes son un cuerpo curvilíneo pero recortado y la belleza facial, sin embargo, las pautas físicas son similares a las de una competencia de fitness haciendo que muchas concursantes alternen entre las dos disciplinas. La división Figura surgió en la escena del fisicoculturismo cuando las participantes de competiciones de fitness empezaron a disminuir. Normalmente, las competiciones de fitness y de figura se celebran como parte de los concursos de culturismo de grandes dimensiones. 

## Historia
Las competiciones de fitness para mujeres no empezaron hasta la década de 1980. En años anteriores era poco común que las mujeres participaran en competiciones de musculación. Los concursos de belleza eran la principal forma en que las mujeres competían. El culturismo femenino es un fenómeno relativamente nuevo y ha mostrado un aumento significativo de popularidad desde la década de 1980. La musculación se ha considerado tradicionalmente una actividad apropiada para los hombres y varios autores han documentado la dificultad a la que se enfrentaron las pioneras del culturismo femenino en los años setenta. La primera competición de fitness para mujeres fue organizada por Wally Boyko en 1985 en la Feria Nacional de Fitness de Las Vegas. Consistía en una ronda en traje de baño, una rutina atlética y un segmento de vestido de noche. Louis Zwick, entonces productor de la revista American Muscle Magazine (un programa de televisión en ESPN), produjo y emitió una parte del concurso. El número de competiciones fue creciendo y el propio Zwick lanzó Fitness America (ahora Fitness Universe) en 1989 para capitalizar la tendencia. La Federación Internacional de Fisicoculturismo pronto siguió el ejemplo organizando su propio concurso de fitness oficial, Fitness Olympia, en 1995.
La primera competición de figura femenina fue la NPC (organismo regulador de los aspirantes a culturistas profesionales y amateur), que se celebró en 2001 en el Centro de Artes Escénicas del Borough of Manhattan Community College, en el barrio de Tribeca de la ciudad de Nueva York. Fue un clasificatorio y precursor de la IFBB Figure Olympia de 2003, celebrada en Las Vegas. La organización Fitness Universe lanzó su propia división Figura en 2005.

## Categorías

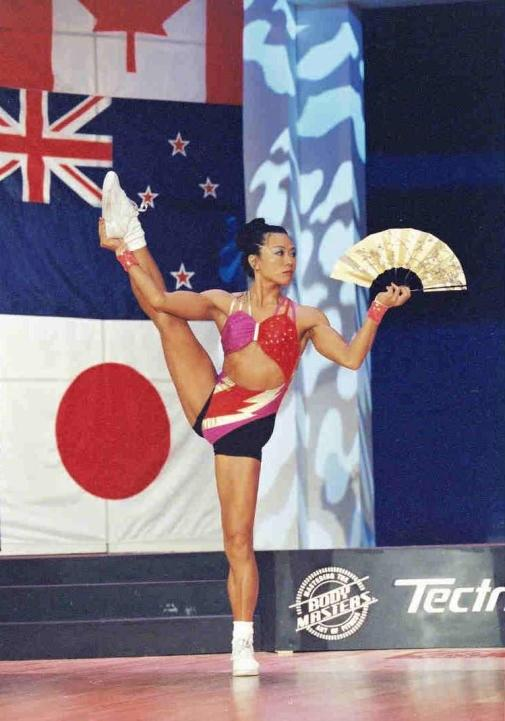
Una competidora de fitness durante su presentación

### Competencia defitness
Una típica competencia de fitness consiste en una ronda en traje de baño y una de rutina. En la ronda en traje de baño, las competidoras usan trajes de baño de dos piezas y zapatos de tacón alto, mostrando su físico con una serie de cuartos o medios giros hacia los jueces y el público. Las pautas físicas para las competiciones de fitness suelen sugerir una pequeña cantidad de masa muscular, separaciones claras entre los grupos musculares (pero sin estrías visibles) y la esbeltez. El traje de baño debe cubrir al menos el cincuenta por ciento del músculo del glúteo mayor, no se permiten tangas o hilos. La ronda de rutina requiere una actuación escénica físicamente activa. La mayoría de las competidoras intentan realizar rutinas aeróbicas, de baile y/o gimnasia.
Las competiciones de fitness autorizadas por la Federación Internacional de Fisicoculturismo son la Fitness Olympia y la Fitness International. Las competiciones de fitness autorizadas por Wally Boyko Productions son la National Fitness Sanctioning Body (NFSB) Ms. Fitness USA y la International Fitness Sanctioning Body (IFSB) Ms. Fitness World. Las competiciones de fitness autorizadas por la organización Fitness Universe son la Fitness America Pageant y la Fitness Universe Pageant.

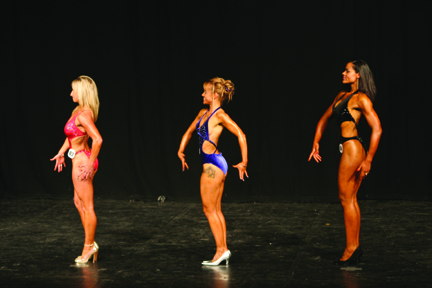
Competencia de figura

### Competencia de figura
La competencia de figura es una nueva subcategoría de los concursos de fitness. Las competencias de figura excluyen la ronda de rutina que es habitual en las competencias de fitness. Las competidoras son evaluadas únicamente por la simetría y definición muscular. Al igual que en las competiciones de fitness, el tamaño de los músculos no se tiene en cuenta. Las competencias de figura atraen más a las mujeres que quieren disputar un concurso de musculación, pero que desean evitar las exigencias atléticas y creativas adicionales de las competencias de fitness (ronda de rutina), o las exigencias del fisicoculturismo para obtener una masa muscular pesada. Una típica competencia de figura incluye dos rondas, aunque esto varía según la organización. En la ronda de simetría, las competidoras aparecen en el escenario con zapatos de tacón alto y un traje de baño de una sola pieza en una fila mirando a los jueces. Ejecutan una serie de cuartos de vuelta a la derecha, permitiendo a los jueces ver y comparar desde todos los lados la simetría, la presencia y otras cualidades estéticas como el tono de la piel, el cabello, el maquillaje y el estilo de la ropa. En la siguiente ronda, las comparaciones de grupo, las competidoras regresan con tacones altos y un traje de baño de dos piezas, ejecutando una serie de cuartos de vuelta. En esta etapa, se las evalúa comparativamente con las demás por su condicionamiento, su esbeltez y por lo "femenina" y "atlética" (en lugar de voluminoso) que es su musculatura. Incluidos en cualquiera de estas rondas, o a veces solo en el programa nocturno, las competidoras salen individualmente al escenario para un desfile donde son evaluadas por su presencia, elegancia, confianza, aplomo y profesionalismo.
Las competencias de figura autorizadas por la Federación Internacional de Fisicoculturismo son la Figure Olympia y la Figure International. La competencia de figura autorizada por la organización Fitness Universe es la Figure Universe Pageant.

### Competencia de bikini
La competencia de bikini fue creada como una categoría con mucho menos énfasis en la musculatura para dar cabida a más mujeres en el mundo de las competencias físicas y la IFBB reconoció la competencia de bikini como una categoría independiente el 7 de noviembre de 2010. La categoría de bikini, que crece rápidamente, busca un físico esbelto y firme y "las competidoras son calificadas por su proporción, simetría, equilibrio, forma y tono de piel". Las mujeres que no están dispuestas a ser tan musculosas como las culturistas pueden participar en esta competencia. El bronceado también un punto que debe tenerse en cuenta. El primer Bikini Olympia se presentó en 2010, desde entonces ha crecido hasta convertirse en la división más grande y popular del mundo del fitness.

### Competencia de físico
La categoría de físico femenino ha sido creada para dar una tribuna a las mujeres que disfrutan del entrenamiento con pesas, la competición y la preparación para los concursos. Las competidoras deben mostrar un físico tonificado y atlético que refleje la feminidad, el tono muscular y la belleza/fluidez del físico. Las categorías de físico de mujeres se dividen en dos partes, una comparación de grupo y una rutina de rendimiento individual. Durante las comparaciones de grupo las competidoras serán guiadas a través de una serie de poses que pueden consistir en cualquiera de las siguientes: cuartos de vuelta, bíceps dobles delanteros o traseros con las manos abiertas, pecho del lado izquierdo o derecho con la pierna delantera y los brazos extendidos, tríceps del lado izquierdo o derecho con la pierna delantera extendida, manos sobre los abdominales principales. En la rutina de rendimiento individual las concursantes realizan una pequeña rutina coreografiada al ritmo de la música. No solo tienen que verse bien en el escenario, sino también mostrar su personalidad, dependiendo de la competencia física, algunos requerirán el uso de un bikini de una pieza o de dos piezas. Algunas competiciones, dependiendo de la organización, por ejemplo NPC o IFBB, requerirán el uso de tacones altos o pies descalzos. Además del uso de joyas o no, las competidoras también tienen que preocuparse por su bronceado, maquillaje y cabello.